# Igreja Matriz de Santa Catarina da Fonte do Bispo
A Igreja Matriz de Santa Catarina da Fonte do Bispo é um monumento religioso, situado na freguesia de Santa Catarina da Fonte do Bispo do concelho de Tavira, no distrito de Faro, em Portugal.

## Caracterização
Edificada em meados do século XVI, esta Igreja detinha, originalmente, um traço manuelino, tendo sofrido obras de modificação posteriores, que lhe introduziu elementos renascentistas; no Século XVIII, a fachada foi alterada, tendo o remate adquirido uma forma típica do estilo Barroco. O edifício, composto por 3 naves, detém uma abóbada artesiana sobre a capela-mor, e uma porta lateral, no estilo manuelino. No interior, existem várias imagens, representando o Juízo Final, a adoração dos pastores, e Nossa Senhora das Dores.